# William Ablett
Pour les articles homonymes, voir Ablett.
William Albert Ablett, né le 9 juillet 1877 à Paris et mort le 25 avril 1936, est un peintre, dessinateur et graveur britannique ayant fait carrière en France.

## Biographie

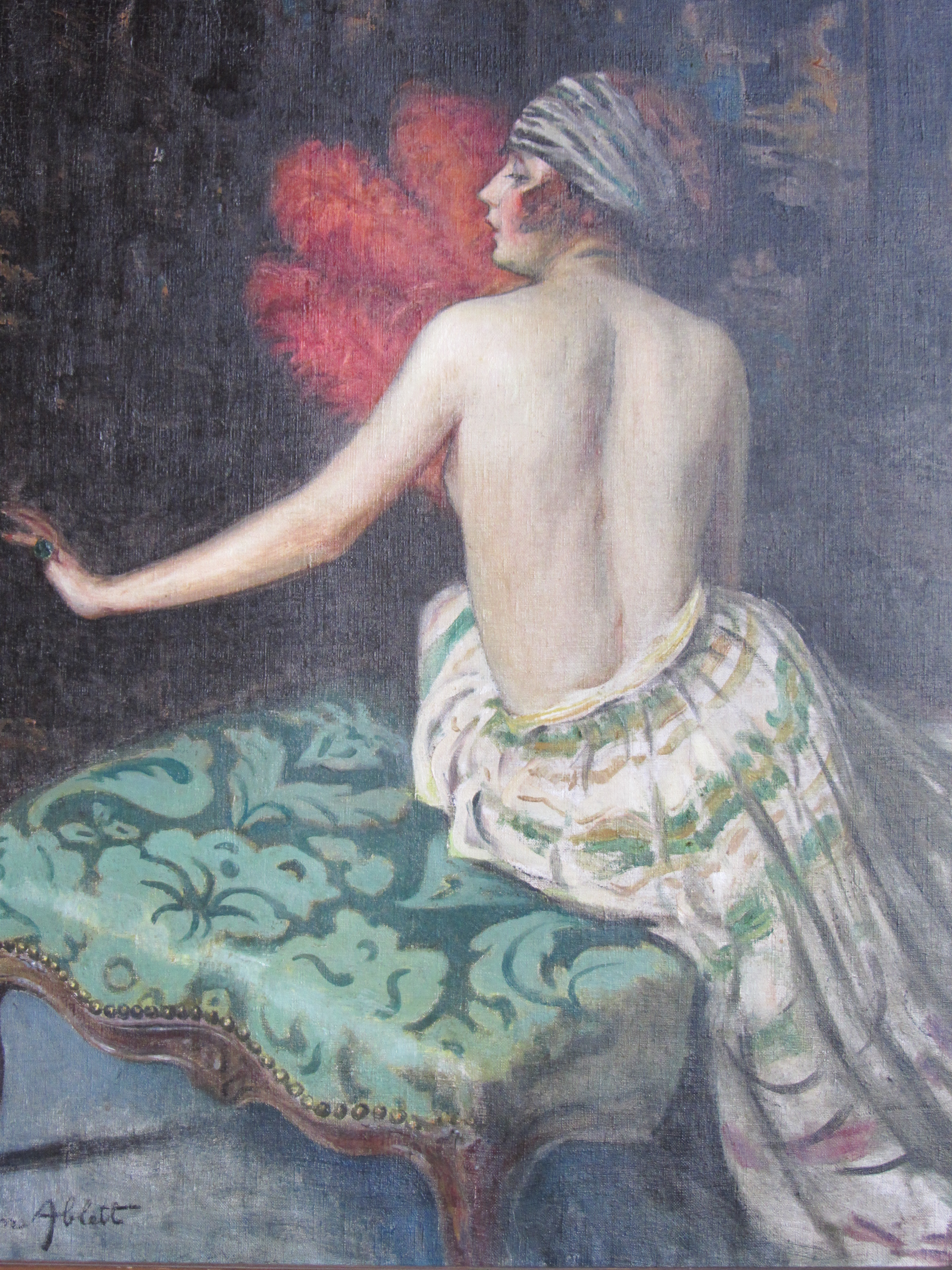
La Femme à l'émeraude (date ?), musée des beaux-arts de Valparaiso (Chili).

William Albert Ablett est né le 9 juillet 1877 à Paris.
Fils de William James Ablett (1843-?), président de la Chambre de commerce britannique en France, le jeune William Albert entre aux Beaux-arts de Paris en mars 1897, en tant qu'étudiant étranger, présenté par le peintre Jean-Léon Gérôme dont il va suivre les cours, ainsi que ceux d'Albert Aublet, lequel devient un grand ami du jeune-homme. En février 1900, il remporte un premier Second Prix de figure dessinée d'après nature au Salon des artistes français. En 1907, il devient membre du Cercle de l'union artistique.
Il expose de 1910 à 1936 au salon de la Société nationale des beaux-arts, principalement des portraits et des scènes de genre peints. En 1905, il reçoit la médaille d'argent du prix de peinture à l'exposition internationale de Liège.
L'œuvre gravé d'Ablett se développe à partir du début des années 1920, notamment autour de la revue L'Estampe moderne. Il exécute des figures féminines en lien avec la mode et les arts décoratifs sous la forme d'eaux-fortes en couleurs.
En mars 1930, il est nommé chevalier de la Légion d'honneur. Il est également membre de la Royal Academy.
En avril 1931, sa fille, Marie-Germaine Ablett, née de son mariage avec Suzanne Granger, épouse Louis Aublet (1901-1980), architecte, fils du peintre Albert Aublet.
William Ablett meurt dans un accident de voiture survenu dans une allée du bois de Boulogne le 24 avril 1936, vers 23 heures — il meurt au matin du 25 à l'hôpital Beaujon. Il demeurait 26, rue de Chézy à Neuilly-sur-Seine,.